# کارلزویل (ویسکانسین)
کارلزویل (به انگلیسی: Carlsville) یک منطقهٔ مسکونی در ایالات متحده آمریکا است که در Egg Harbor (town) واقع شده‌است. کارلزویل ۲۲۳٫۱۲ متر بالاتر از سطح دریا واقع شده‌است.